# Das Universum – Eine Reise durch Raum und Zeit
Das Universum – Eine Reise durch Raum und Zeit (Originaltitel: How the Universe works) ist eine britische Dokumentarserie, die in der englischen Originalfassung am 25. April 2010 auf Discovery Channel U.S. ihre Premiere feierte. Im deutschsprachigen Raum wurde sie erstmals am 14. November 2010 auf Discovery Channel ausgestrahlt und lief am 3. November 2011 bei ZDF neo das erste Mal im Free-TV. Sie wurde in Deutschland unter anderem auf ZDFinfo, N24 Doku, Discovery Channel und N-tv ausgestrahlt.

## Inhalt
Im Zentrum der Dokumentarserie steht unser Universum. Die Serie behandelt sowohl aktuelle Forschungsthemen als auch andere Themen rund um unser Universum und die Menschheit. Astrophysiker, Astronomen, Astrobiologen und andere Wissenschaftler wie beispielsweise Michelle Thaller, Michio Kaku, Lawrence Krauss, Phil Plait, Hakeem Oluseyi, Paul M. Sutter, Max Tegmark, Alexei Filippenko, Grant Tremblay, James S. Bullock, Moogega Cooper, Dan Durda, Richard Lintern, Jani Radebaugh, Nina Lanza, Kevin Walsh und in der deutschen Fassung Heino Falcke verdeutlichen dabei Sachverhalte mit eingeschobenen Kommentaren. Einige behandelte Themen sind unser Sonnensystem, Supernovae und schwarze Löcher.

## Episoden
| Staffel | Jahr      | Episoden- zahl    | Original Episodentitel (ohne Specials) | Deutsche Episodentitel (ohne Specials) |
| ------- | --------- | ----------------- | --- | --- |
| 1       | 2010      | 8                 | Big Bang, Black Holes, Galaxies, Stars, Supernovas, Planets, Solar Systems, Moons | Der Urknall, Schwarze Löcher, Galaxien, Sterne, Supernova, Planeten, Sonnensysteme, Monde |
| 2       | 2012      | 8                 | Volcanoes, Megastorms, Exoplanets - Planets from Hell, Megaflares - Cosmic Firestorms, Extreme Orbits - Clockwork and Creation, Comets - Frozen Wanderers, Asteroids - Worlds that never were, Birth of the Earth                                                                          | Eruption und Evolution, Stürme der Schöpfung, Höllenplaneten, Kosmische Feuerstürme, Kosmische Kreise, Die Reise der Kometen, Geheimnisse der Asteroiden, Die Geburt der Erde |
| 3       | 2014      | 9                 | Journey from the Center of the Sun, The End of the Universe, Jupiter - Destroyer or Savior ?, First Second of the Big Bang, Is Saturn Alive ?, Weapons of Mass Extinction, Did a Black Hole build the Milky Way ?, Our Voyage to the Stars, The Search for a second Earth                  | Die Sonne, Das Ende des Universums, Jupiter, Die erste Sekunde, Saturn – Herr der Ringe, Massenaussterben, Die Milchstraße, Das Rettungsraumschiff, Gibt es eine zweite Erde? |
| 4       | 2015      | 8                 | How the Universe built your car (Entstehung schwerer Elemente), Earth - Venus`s evil twin, Monster Black Hole, Edge of the Solar System, Dawn of Life, Secret History of the Moon, The first Oceans, Forces of Mass Construction (Rolle magnetischer Felder in Astrophysik)                | Das Universum und das Automobil, Der Venus böser Zwilling, Das schwarze Loch XXL, Am Rande des Sonnensystems, Der Ursprung des Lebens, Geheimnisse auf dem Mond, Die Ozeane, Macht der Masse |
| 5       | 2016–2017 | 8 und 1 Special   | Most amazing Discoveries, Mystery of Planet 9, Black Holes - the secret origin, Secret history of Pluto, Stars that kill, The Universe's Deadliest (u. a. Betelgeuse), Life and Death of the Red Planet, The Dark Matter Enigma, Strangest Alien Worlds                                    | Most Amazing Discoveries, Das Mysterium um Planet 9, Der rätselhafte Ursprung der schwarzen Löcher, Plutos unbekannte Geschichte, Todessterne, Tödliche Kollisionen, Leben und Tod auf dem roten Planeten, Das Rätsel der dunklen Materie, Fremde Welten                                                                |
| 6       | 2018      | 10 und 12 Special | Are Black Holes real?, Twin Suns - the alien mysteries, Dark History of the Solar System, Death of the Milky Way, Uranus & Neptun - Rise of the ice giants, Secret History of Mercury, The Quasar Enigma, Strange Lives of Dwarf Planets, War on Asteroids, Mystery of Spacetime           | Schwarze Löcher: Gibt es sie?, Doppelsternsysteme, Die Geschichte des Solarsystems, Das Sterben der Milchstraße, Uranus und Neptun, Die Geschichte des Planeten Merkur, Quasare – Zerstörer und Schöpfer, Die Geheimnisse der Zwergplaneten, Kampf gegen Asteroide, Das Raum-Zeit-Kontinuum                             |
| 7       | 2019      | 10 und 14 Special | Nightmares of Neutron Stars, When Supernovas Strike, The Interstellar Mysteries, How Black Holes made us, Secret World of Nebulas, Did the Big Bang really happen ?, Battle of the Dark Universe, Hunt for Alien Life, Finding the new Earth, Cassini's final secrets (Raumsonde Cassini), | Neutronensterne – Materie am Limit, Supernovae – Feuerwerk des Kosmos, Kosmische Räume, Schwarze Löcher – Schöpfer des Lichts, Nebel – Die Säulen der Schöpfung, Die Urknall-Geschichte, Die dunklen Kräfte, Erobert das Leben den Kosmos?, Gibt es eine ERDE 2.0?, Cassinis Vermächtnis                                |
| 8       | 2020      | 9                 | Asteroid Apocalypse - the new threat, NASA's journey to Mars, Hunt for Alien Evidence, Death of the last Stars, Secrets of Time Travel, When NASA met Jupiter, Edge of the Universe, Monsters of the Milky Way, Earth's Death Orbit                                                        | Als die NASA Jupiter traf, Die Mars-Mission der NASA, Der Rand des Universums, Der Tod des letzten Sterns, Das dunkle Zentrum der Milchstraße, Geheimnisse der Zeitreise, Das ALMA-Observatorium, Im Schleudergang durchs All, Auf der Suche nach Beweisen, Kosmische Zwillinge, Der Killer-Asteroid                    |
| 9       | 2021      | 11                | Journey to a Black Hole, Mission to a Comet, Secrets of the Sun, Aliens of the Microcosmos, Curse of the White Dwarf, War of the Galaxies, The next Supernova, Secret lives of Neutrinos, Birth of Monster Black Holes, Gravitational Waves Revealed, Mystery of Alien Worlds              | Tanz der Galaxien, Zu Gast auf Komet 67P, Rätselhafte Schwerkraftmonster, Geheimnisse der Sonne, Der Mikrokosmos, Die faszinierende Welt der Exoplaneten, Der Fluch des weißen Zwerges, Die nächste Supernova, Kosmische Neutrinos, Gravitationswellen – Botschaften aus dem Kosmos, Eine Reise ins Zentrum der Galaxie |
| 10      | 2022      | 6                 | Secrets of the Cosmic Web, Curse of the Cosmic Rays, Hunt for Dark Matter, Dark History of Earth, Hunt for the Universe's Origin, Voyager's Ultimate Mission | Das Kosmische Netz, Kosmische Strahlung, Katastrophen und Evolution, Voyager – Eine Reise in die Galaxie |
| 11      | 2023      | 5                 | The Moons of Saturn, A Robot's Guide to Mars, The Most Violent Event in the Universe, Asteroid: Countdown to Catastrophe, Solar System Special | Die Monde des Saturns, Dunkle Materie – die lichtscheue Substanz, Wie alt ist die Unendlichkeit?, Die Suche nach dem Leben auf dem Mars, Kampf der Titanen, Besucher aus der Dunkelheit, Die Geburt des Sonnensystems                                                                                                   |

In der ZDF-Mediathek sind mehrere Staffeln abrufbar.